# Sean Denison
Sean Morgan Denison (Trail, 26 agosto 1985) è un ex cestista canadese.

## Carriera
Con il Canada ha disputato i Giochi panamericani di Rio de Janeiro 2007.

## Palmarès
- Campionato rumeno: 2

CSM Oradea: 2017-18, 2018-19